# 궁핀메이

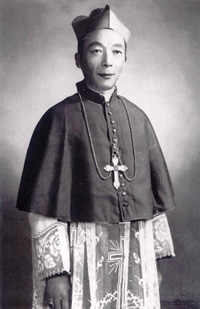
궁핀메이

궁핀메이(龔品梅, 1901년 8월 2일 - 2000년 3월 12일)는 중국 로마 가톨릭교회의 추기경이자 상하이 교구장 주교(1950-2000)이다. 세례명은 이냐시오이다. 궁핀메이는 가톨릭교회를 국가 통제 아래 놓으려고 한 중국 공산당 정권의 시도들에 반대한 이유로 30년이라는 세월을 중국의 교도소에서 보냈다.
궁핀메이는 반(反)혁명 운동을 했다는 죄목으로 무기수로 복역하던 중에 1979년 교황 요한 바오로 2세에 의해 비밀리에 추기경에 서임되었다. 이후 1986년 석방되었으며 1988년 신병 치료를 위해 미국으로 출국하기 전까지 가택연금 상태로 감시를 받았다. 궁핀메이는 1991년까지 ‘인펙토레(in pectore)’로서 그가 추기경이라는 사실은 철저히 비밀리에 부쳐졌다. 이는 옛날부터 교황이 교회가 탄압받는 국가의 성직자를 추기경으로 임명할 때, 해당 추기경과 그와 관련 있는 주변 인물들의 신변을 보호하기 위해서 사용한 방식이다. 궁핀메이 추기경 본인도 1988년 바티칸 시국에서 교황 요한 바오로 2세를 알현하기 전까지 그 사실을 전혀 알지 못했다.
2000년, 미국 코네티컷주 남서부에 있는 스탐퍼드 시에서 위암으로 선종하였다. 당시 그의 나이 98세였다. 궁핀메이 추기경의 장례미사는 스탐퍼드의 성 요한 복음사가 성당에서 교황청 평신도평의회 의장 제임스 스태퍼드 추기경의 집전 아래 거행되었다. 시신은 캘리포니아주 샌프란시스코에 있는 바다의 별이신 성모 성당에 안장되었다.